# U-821
Unterseeboot 821 foi um submarino alemão do Tipo VIIC, pertencente a Kriegsmarine que atuou durante a Segunda Guerra Mundial.

## Comandantes
| Comandante            | Data                                           |
| --------------------- | ---------------------------------------------- |
| Ltn. Ludwig Fabricius | 11 de outubro de 1943 - 1 de dezembro de 1943  |
| Oblt. Ernst Fischer   | 2 de dezembro de 1943 - 31 de dezembro de 1943 |
| Oblt. Ulrich Knackfuß | 1 de janeiro de 1944 - 10 de junho de 1944     |

## Subordinação
Durante o seu tempo de serviço, esteve subordinado às seguintes flotilhas:
| Período                                        | Flotilha                                  |
| ---------------------------------------------- | ----------------------------------------- |
| 11 de outubro de 1943 - 1 de novembro de 1943  | 4. Unterseebootsflottille (treinamento)   |
| 1 de novembro de 1943 - 31 de dezembro de 1943 | 24. Unterseebootsflottille (treinamento)  |
| 1 de janeiro de 1944 - 29 de fevereiro de 1944 | 4. Unterseebootsflottille (treinamento)   |
| 1 de março de 1944 - 10 de junho de 1944       | 1. Unterseebootsflottille (serviço ativo) |